# Riuttasaari (ö i Viitasaari, Karttuselkä)
Riuttasaari är en ö i mellersta delen av sjön Keitele i Finland. Den ligger i sjön Keitele och i kommunen Viitasaari i den ekonomiska regionen  Saarijärvi-Viitasaari och landskapet Mellersta Finland, i den centrala delen av landet, 300 km norr om huvudstaden Helsingfors. Öns area är 8,2 hektar och dess största längd är 450 meter i nord-sydlig riktning.